# Mrunalini Devi Puar
Mrunalini Devi Puar (ur. 25 czerwca 1931, zm. 1 stycznia 2015)  − indyjska pedagog, diabetyk, przedstawicielka dynastii Gaekwad władającej niegdyś regionem Baroda.
W 1988 po śmierci swojego brata maharadży Fatehsinghrao Gaekwada objęła stanowisko kanclerza na Maharadża Sayajirao Uniwersytet Baroda. Przed objęciem funkcji kanclerza posiadając tytuł doktora wykładała na tej uczelni przedmioty z zakresu żywienia i żywności.